# Sibirisk gransångare
Sibirisk gransångare (Phylloscopus tristis eller Phylloscopus collybita tristis) är en tätting i familjen lövsångare inom ordningen tättingar med oklar artstatus. Den betraktas oftast som underart till gransångare (Phylloscopus collybita) men urskiljs allt oftare som egen art.

## Kännetecken

### Utseende
Sibirisk gransångare är mycket lik europeiska gransångare, men saknar varje spår av grönt på huvud och framrygg. Dock är bakre delen av ryggen och övergumpen olivgrön. Vidare är ving- och stjärtpennor grönkantade. Ögonbrynsstreck, örontäckare, halssidor och bröstsidor är ljust rostbeige, utan inslag av gult. Näbben är alltid svart.

### Läte
Sibiriska gransångarens läten skiljer sig kraftigt från den europeiska, med ett rakt eller möjligen nedåtkrökt, pipigt lockläte och en mycket raskare, ljusare och mer varierad sång.

## Utbredning och systematik
Fågeln häckar i Ryssland från Kaninhalvön österut till Kolymafloden (möjligen även till Anadyrfloden), söderut till södra Uralbergen, norra Kazakstan, nordvästra Kina, nordvästra Mongoliet samt området kring Bajkalsjön. Vintertid flyttar den till ett område från södra Irak, södra Iran och Arabiska halvön österut till Indien och Bangladesh. Den är en sällsynt gäst i stora delar av Europa, men mycket svår att artbestämma med säkerhet.
Sibirisk gransångare behandlas vanligen som en underart till gransångare och den hybridiserar med underarten abietanus i nordvästra Ryssland. Sedan 2016 urskiljs den dock som egen art av Birdlife International och IUCN på basis av avvikande utseende, läten och det faktum att hybridzonen verkar vara smal, som smalast endast 10 km.

## Levnadssätt
Fågeln häckar i barrskogstajga. I vanor i övrigt som gransångaren.

## Status och hot
Arten har ett stort utbredningsområde, men tros minska i antal, dock inte tillräckligt kraftigt för att den ska betraktas som hotad. Internationella naturvårdsunionen IUCN listar arten som livskraftig (LC). Världspopulationen uppskattas till sex miljoner vuxna individer.